# 1558 Järnefelt
Az 1558 Järnefelt (ideiglenes jelöléssel 1942 BD) egy kisbolygó a Naprendszerben. Liisi Oterma fedezte fel 1942. január 20-án, Turkuban.